# Élection partielle canadienne du 18 juin 2018
L'élection partielle canadienne du 18 juin 2018 a lieu dans la circonscription de Chicoutimi—Le Fjord (Québec). Elle est déclenchée à la suite de la démission du député Denis Lemieux, membre du Parti libéral du Canada. Elle voit l'élection du candidat du Parti conservateur du Canada, l'ancien entraîneur de hockey sur glace Richard Martel, réussissant l'unique basculement de siège de libéral à conservateur de la 42e législature du Canada.

## Contexte
Denis Lemieux, député depuis 2015, démissionne de son poste de député du comté Chicoutimi-Le-Fjord pour des raisons familiales le 6 novembre 2017. 
La circonscription n'a pas de profil politique établi ayant été représentée depuis les années 1990 par des députés du Parti progressiste-conservateur du Canada, Parti libéral du Canada, du Bloc québécois ou du Nouveau parti démocratique. 
L'ex-entraineur de hockey Richard Martel annonce en décembre 2017 qu'il se lance en politique avec le Parti conservateur du Canada, faisant figure de candidat vedertte. Il est rapidement donné favori, ce alors que les conservateurs étaient arrivés quatrième dans la circonscription lors des élections fédérales de 2015. John Turmel, connu pour être candidat à quasiment toutes les élections possibles, est présent dans cette partielle.
Le soir de l'élection, qui obtient 36 % de participation, Richard Martel est en effet élu avec une confortable avance, réussissant à faire basculer le premier siège de la législature de libéral à conservateur. Ce sera finalement le seul.

### Résultats
|  | Candidat                    | Parti          | #      | %      |
|  | --------------------------- | -------------- | ------ | ------ |
|  | Richard Martel              | Conservateur   | 12 580 | 52,7 % |
|  | Lina Boivin                 | Libéral        | 7 032  | 29,5 % |
|  | Éric Dubois                 | Néo-Démocrate  | 2 065  | 8,7 %  |
|  | Catherine Bouchard-Tremblay | Bloc québécois | 1 337  | 5,6 %  |
|  | Linda Youde                 | Vert           | 736    | 3,1 %  |
|  | John Turmel                 | Indépendant    | 104    | 0,6 %  |
|  | Total                       |                | 19 384 | 100 %  |